# Großsteingrab Krakvitz
Das Großsteingrab Krakvitz ist eine megalithische Grabanlage der jungsteinzeitlichen Trichterbecherkultur bei Krakvitz, einem Ortsteil von Putbus im Landkreis Vorpommern-Rügen (Mecklenburg-Vorpommern). Sein aktueller Erhaltungszustand ist unklar.

## Forschungsgeschichte
Die Existenz des Grabes wurde in den 1820er Jahren durch Friedrich von Hagenow erfasst und seine Lage auf der 1829 erschienenen Special Charte der Insel Rügen vermerkt. Von Hagenows handschriftliche Notizen, die den Gesamtbestand der Großsteingräber auf Rügen und in Neuvorpommern erfassen sollten, wurden 1904 von Rudolf Baier veröffentlicht. Die Anlage bei Krakvitz wurde dabei nur listenartig aufgenommen.
Der aktuelle Erhaltungszustand der Anlage ist unklar. Ewald Schuldt und Hans-Jürgen Beier führten es 1972 bzw. 1991 noch als erhalten. Allerdings wurde es nach der Aufnahme durch von Hagenow von keinem weiteren Forscher näher beschrieben.

## Lage
Das Grab befindet sich nach von Hagenows Karte nordnordöstlich von Krakvitz an der Ostseite des nach Norden führenden Wegs.

## Beschreibung
Laut Kartensignatur könnte die Anlage nordwest-südöstlich orientiert gewesen sein. Nach von Hagenows Liste handelte es sich um einen Großdolmen ohne steinerne Umfassung. Zu den Maßen liegen keine Angaben vor.